# Natasha Lytess
Natasha Lytess (Berlino, 1º giugno 1913 – Zurigo, 12 maggio 1963) è stata un'attrice tedesca.

## Biografia
Nata in Germania, fu allieva di Max Reinhardt.
Si trasferì negli USA dove lavorò come attrice ed in seguito divenne insegnante di recitazione: tra le sue allieve vi furono Ann Savage, Mamie Van Doren e Virginia Leith. Ebbe come allieva, dal 1948 al 1955, Marilyn Monroe, che all'inizio trovava impacciata dalle tante costrizioni innaturali che aveva imparato dai passati maestri, soprattutto il suo modo di parlare senza muovere le labbra «I can't hear you my dear», ("non posso sentirti mia cara") le disse infatti.
Le due diventarono comunque grandi amiche e lo furono sino al 1954. Si crede che esse siano state anche amanti, per circa quattro anni, prima che la Monroe sposasse poi Joe DiMaggio. Infatti è risaputo che la Lytess fosse lesbica.

## Filmografia

### Cinema
- Corrispondente X (Comrade X), regia di King Vidor (1940)
- Fuggiamo insieme (Once Upon a Honeymoon), regia di Leo McCarey (1942)
- Ho paura di lui (The House on Telegraph Hill), regia di Robert Wise (1951)
- Tutto può accadere (Anything Can Happen), regia di George Seaton (1952)
- Barabba (Barabbas), regia di Richard Fleischer (1961) - non accreditata

### Televisione
- Schlitz Playhouse of Stars – serie TV, episodio 7x38 (1958)

## Nella cultura di massa
Il suo personaggio venne interpretato dall'attrice Lindsay Crouse in Norma Jean & Marilyn, film per la televisione del 1996.